# World Series of Poker 2000
2000 års World Series of Poker (WSOP) pokerturnering hölls vid Binion's Horseshoe.

## Inledande event
| Event                                                             | Vinnare            | Pris (USD) | Tvåa                           |
| ----------------------------------------------------------------- | ------------------ | ---------- | ------------------------------ |
| $500 Casino Employee's Limit Hold'em                              | Dave Alizadeh      | $21 800    | Von Huang                      |
| $2 000 Limit Hold'em                                              | Tony Ma            | $367 040   | Roman Abinsay                  |
| $1 500 Seven-card stud                                            | Jerri Thomas       | $135 825   | Bill Gibes                     |
| $1 500 Limit Omaha                                                | Ivo Donev          | $85 800    | Thor Hansen                    |
| $1 500 Seven Card Stud Hi-Lo                                      | Randy Holland      | $120 990   | Eli Balas                      |
| $1 500 Pot Limit Omaha                                            | Johnny Chan        | $179 400   | Josh Arieh                     |
| $1 500 Limit Omaha Hi-Lo                                          | Nat Koe            | $160 950   | Brent Carter                   |
| $2 000 No Limit Hold'em                                           | Diego Cordovez     | $293 040   | Dave Ulliott                   |
| $2 500 Seven Card Stud                                            | Chris Ferguson     | $151 000   | Al Decarlo                     |
| $2 000 Pot Limit Hold'em                                          | Jimmy Athanas      | $173 900   | Dave Colclough                 |
| $3 000 Limit Hold'em                                              | Chris Tsiprailidis | $213 600   | Ed Smith                       |
| $5 000 No Limit Deuce to Seven Draw                               | Jennifer Harman    | $146 250   | Lyle Berman                    |
| $2 500 Seven Card Stud Hi-Lo                                      | Joe Wynn           | $129 000   | Andreas Krause                 |
| $2 500 Pot Limit Omaha                                            | Phil Ivey          | $195 000   | Thomas "Amarillo Slim" Preston |
| $1 500 Ace to Five Lowball                                        | Richard Dunberg    | $76 200    | Roger Van Driesen              |
| $2 500 Limit Omaha Hi-Lo                                          | Michael Sohayegh   | $160 000   | Hasan Habib                    |
| $1 500 Razz                                                       | Huck Seed          | $77 400    | John Spadavecchia              |
| $3 000 Pot Limit Hold'em                                          | Mike Carson        | $222 000   | Jack Ward                      |
| $5 000 Seven Card Stud                                            | David Chiu         | $202 000   | Ken Flaton                     |
| $3 000 No Limit Hold'em                                           | Christer Björin    | $334 110   | Paul Evans                     |
| $5 000 Limit Omaha Hi-Lo                                          | Howard Lederer     | $198 000   | Allen Cunningham               |
| $5 000 Limit Hold'em                                              | Jay Heimowitz      | $284 000   | Melissa Hayden                 |
| $1 000 1/2 Limit Hold'em 1/2 Seven Card Stud Ladies' Championship | Nani Dollison      | $53 200    | Martine Oules                  |
| Charity Media Tournament                                          | Tim Ellis          | $5 000     | Jack Ring                      |

## Main Event
512 stycken deltog i Main Event. Varje deltagare betalade $10 000 för att delta.

### Finalbordet
| Placering | Namn           | Pris       |
| --------- | -------------- | ---------- |
| 1         | Chris Ferguson | $1 500 000 |
| 2         | T.J. Cloutier  | $896 500   |
| 3         | Steve Kaufman  | $570 500   |
| 4         | Hasan Habib    | $326 000   |
| 5         | James McManus  | $247 760   |
| 6         | Roman Abinsay  | $195 600   |